# Mitch Horowitz

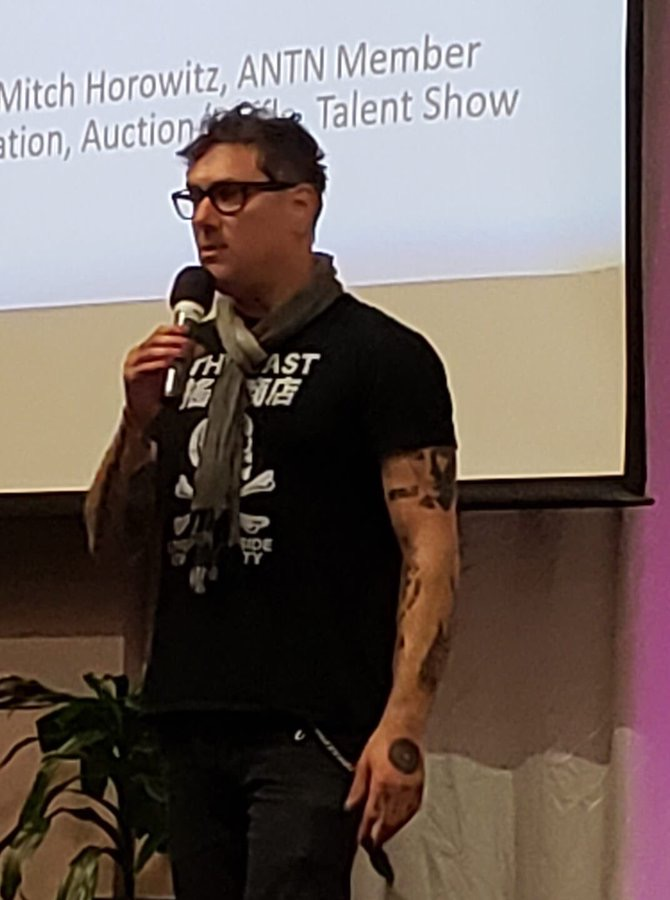
Mitch Horowitz (2019)

Mitch Horowitz (* 29. November 1965 in Manhasset, New York) ist ein US-amerikanischer Autor und Verleger. Horowitz beschäftigt sich schwerpunktmäßig mit den Themen Esoterik und Okkultismus sowie mit Grenzwissenschaften wie der Ufologie. Horowitz hat zahlreiche Artikel in der Presse veröffentlicht und trat auch in Film und Fernsehen auf.

## Wirken
Horowitz wuchs als Sohn eines Rechtsanwalts und einer Arzthelferin in einer religiösen jüdischen Familie auf. Er verbrachte seine Jugend in New York City und auf Long Island. Sein Interesse für das Okkulte entwickelte er durch Folklorebücher in örtlichen öffentlichen Bibliotheken, Katalogen von Buchclubs und astrologischen Inhalten wie Zeitungshoroskopen. Horowitz erhielt 1988 einen Bachelor of Arts in englischer Literatur von der Stony Brook University, wo er Chefredakteur der Studentenzeitung The Statesman war. 1987 gewann er den Martin Buskin Award für herausragenden Campus-Journalismus. Bevor er ins Verlagswesen einstieg, arbeitete er als Polizeireporter. Horowitz war Vizepräsident bei Penguin Random House und Chefredakteur von TarcherPerigee, dessen Imprint sich auf die Themen Spiritualität, Philosophie und Metaphysik fokussiert. Als Publizist hat er Werke von u. a. Whitley Strieber, Jacques Vallée und dem Regisseur David Lynch veröffentlicht.
Horowitz veröffentlichte 2009 das Buch Occult America: The Secret History of How Mysticism Shaped Our Nation über den historischen Einfluss des Okkultismus auf die Vereinigten Staaten, für das er 2010 den PEN Oakland/Josephine Miles Award erhielt. Horowitz hat zahlreiche Artikel für verschiedene Publikationen veröffentlicht, darunter waren u. a. US-Leitmedien wie CNN, die New York Times und die Washington Post. Er hielt auch öffentliche Vorträge und trat in mehreren Serien im Fernsehen oder auf Streamingdiensten auf, darunter Ancient Aliens – Unerklärliche Phänomene und Explained. Im Jahr 2024 begann Horowitz, die UFO-bezogene Discovery/HBO Max TV-Serie Alien Encounters: Fact or Fiction zu moderieren, und er trat auch dem Podcast-Netzwerk SpectreVision Radio von Elijah Wood bei, wo er den Podcast Extraordinary Evidence: ESP Is Real startete, der sich mit der wissenschaftlichen Erforschung von außersinnlicher Wahrnehmung beschäftigt.
Horowitz ist der Ansicht, dass der Okkultismus eine alte Tradition ist und dass die Wiederentdeckung vorabrahamitischer Glaubenssysteme in der Renaissance eine neue Ära für diese Glaubensvorstellungen einleitete, wodurch der Okkultismus in die moderne Gesellschaft integriert wurde. Er hat selbst an vielen der spirituellen Bewegungen teilgenommen, über die er schreibt, wie Theosophie, New Thought, Transzendentale Meditation und Vierter Weg. Er machte auch auf das in vielen Ländern nach wie vor aktuelle Problem der Hexenverfolgung aufmerksam. Horowitz setzt sich für die Validität und Legitimität der wissenschaftlichen parapsychologischen Forschung ein und verteidigte ihre Ergebnisse in Büchern, Artikeln und Vorträgen. Er kritisierte auch die Skeptikerbewegung und bekannte Kritiker der Parawissenschaften wie James Randi.
Horowitz ist mit der kanadisch-amerikanischen Drehbuchautorin und Regisseurin Jacqueline Castel verheiratet und Vater von zwei Kindern. Er hatte eine Nebenrolle in dem Horrorfilm My Animal (2023), der auf dem Sundance Film Festival gezeigt wurde und in dem seine Frau als Regisseurin fungierte. Horowitz ist auch ein Bekannter des Schauspielers Dan Aykroyd, mit dem er in der Show The UnBelievable auf dem History Channel auftrat.

## Werke (Auswahl)
- Practical Magick: Ancient Tradition and Modern Practice (2025)
- Happy Warriors: The Lives and Ideas of the Positive-Mind Mystics (2024)
- Modern Occultism: History, Theory, and Practice (2023)
- Uncertain Places: Essays on Occult and Outsider Experiences (2022)
- Daydream Believer: Unlocking the Ultimate Power of Your Mind (2022)
- The Miracle Habits: The Secret of Turning Your Moments Into Miracles (2020)
- The Miracle Club: How Thoughts Become Reality (2018)
- Mind as Builder: The Positive-Mind Metaphysics of Edgar Cayce (2017)
- One Simple Idea: How Positive Thinking Reshaped Modern Life (2014)
- Occult America: The Secret History of How Mysticism Shaped Our Nation (2009)